# Тай Ліхуа
Тай Ліхуа (*邰丽华, листопад 1976) — китайська танцюристка, капітан Китайського народного художнього ансамблю інвалідів.

## Життєпис
Народилася у м. Їчан (провінція Хубей). У 2 роки вона захворіла на кір. Лікарі, щоб збити лихоманку, ввели їх велику кількість стрептоміцину. Тай Ліхуа вилікувалася, але стала глухонімою. У 1979 році пішла в початкову школу для глухонімих дітей. Тут ходила до ритм-класу, де школярям намагалися дати зрозуміти зміни темпу через почуття вібрації барабанів. Згодом Ліхуа захопилася танцями.
Завдяки хисту до танців Тай Ліхуа відправили на продовження навчання до м.Ухань. У 1992 році її обрали разом з Хубейською провінціальною мистецькою трупою представляти Китай в Австрії, Швеції, Норвегії та Нідерландах. У серпні того ж року брала участь в урочистій церемонії «Цивілізація і фестиваль мистецтв без кордонів», що відбувалося в Мілані, у театрі Ла Скала (Італія). Тай Ліхуа отримала почесний титул «Посланець краси і людяності» за танок «Дуньхуан барвистий».
У 1994 році поступила до Хубейського інституту образотворчих мистецтв за фахом оформлення й дизайн. У 1995 році поступила до Хуачжунського університету науки й технології. У 2003 році вийшла заміж за Лі Чуна, з яким познайомилася у 1995 році. Водночас вона продовжували свої танцювальні виступити у Китаї та за кордоном. У 1999 році стала членом Хубейської федерації танцю.
У 2000 році виступала Карнегі-холі (Нью-Йорк, США). У 2002 році стала капітаном Китайського народного художнього ансамблю інвалідів та головою Китайської асоціації спеціальних мистецтв. Вона сама вигадує та пропагує танці для людей з обмеженими фізичними можливостями. Відвідала 40 країн на 5 континентах, зокрема в Австралії, Франції, Японії, Малайзії, Польщі. У 2004 році разом зі своєю командою з 21 глухонімих танцюристів виконала танок «Тисяча рук Бодхисаттви» на закриті Палалімпійських ігор в Афінах. Цей танок повторено у 2005 році на CCTV Весняному Гала-фестивалі.